# Nymphicula manilensis
Nymphicula manilensis is een vlinder uit de familie van de grasmotten (Crambidae), uit de onderfamilie van de Acentropinae. De wetenschappelijke naam van deze soort is voor het eerst gepubliceerd in 1899 door Christian Johannes Amandus Sauber.
De soort komt voor in de Filipijnen (Luzon).